# Robert Fuchs (voetballer)
Robert Fuchs (Eindhoven, 15 februari 1975) is een Nederlands voormalig betaald voetballer die speelde als middenvelder.

## Carrière
De Eindhovenaar begon zijn profcarrière bij PSV, waar hij in zowel het seizoen 1993/1994 als 1994/1995 4 keer speelde. Hij vertrok naar De Graafschap om meer aan spelen te komen. In drie en een half seizoen op De Vijverberg kwam Fuchs tot 61 wedstrijden en trof daarin 10 maal doel. Halverwege het seizoen 1998/1999 kwam hij terug naar Eindhoven om dat seizoen nog 20 keer te spelen voor PSV (1 doelpunt). Nadat hij nog geen wedstrijden had gespeeld in de eerste helft van het seizoen 1999/2000 vertrok hij weer voor een half jaar naar Doetinchem, waar hij 5 keer scoorde in 15 wedstrijden. Datzelfde scenario ging op voor het seizoen 2000/2001, toen hij in de 2e helft van het seizoen 14 wedstrijden speelde voor De Graafschap en 3 keer scoorde. Ook het seizoen dat volgde kwam hij niet aan spelen toe bij PSV. Na de winterstop ging hij naar RKC Waalwijk, waar hij de jaren er op bleef. Fuchs heeft acht seizoenen gespeeld bij RKC Waalwijk, waarbij hij 23 keer scoorde in 174 wedstrijden. Door blessures werd zijn contract in 2008 niet verlengd, waarna hij nog enkele jaren actief bleef als amateur bij VV DESK.

## Clubstatistieken
| Seizoen | Club                   | Competitie     | Duels | Goals |  |
| ------- | ---------------------- | -------------- | ----- | ----- |  |
| 1993/94 | PSV                    | Eredivisie     | 4     | 0     |  |
| 1994/95 | PSV                    | Eredivisie     | 4     | 0     |  |
| 1995/96 | De Graafschap          | Eredivisie     | 20    | 1     |  |
| 1996/97 | De Graafschap          | Eredivisie     | 29    | 2     |  |
| 1997/98 | De Graafschap          | Eredivisie     | 32    | 4     |  |
| 1998/99 | De Graafschap          | Eredivisie     | 10    | 1     |  |
| 1998/99 | PSV                    | Eredivisie     | 20    | 1     |  |
| 1999/00 | PSV                    | Eredivisie     | 0     | 0     |  |
| 1999/00 | → De Graafschap (huur) | Eredivisie     | 15    | 5     |  |
| 2000/01 | PSV                    | Eredivisie     | 0     | 0     |  |
| 2000/01 | → De Graafschap (huur) | Eredivisie     | 14    | 3     |  |
| 2001/02 | PSV                    | Eredivisie     | 0     | 0     |  |
| 2001/02 | RKC Waalwijk           | Eredivisie     | 20    | 5     |  |
| 2002/03 | RKC Waalwijk           | Eredivisie     | 27    | 1     |  |
| 2003/04 | RKC Waalwijk           | Eredivisie     | 24    | 2     |  |
| 2004/05 | RKC Waalwijk           | Eredivisie     | 33    | 6     |  |
| 2005/06 | RKC Waalwijk           | Eredivisie     | 21    | 1     |  |
| 2006/07 | RKC Waalwijk           | Eredivisie     | 13    | 1     |  |
| 2007/08 | RKC Waalwijk           | Eerste divisie | 15    | 6     |  |
| Totaal  | Totaal                 | Totaal         | 301   | 39    |  |